# Yummy (canção de Justin Bieber)
"Yummy" é o single do cantor canadense Justin Bieber. Seu lançamento ocorreu em 3 de janeiro de 2020, pela Def Jam Recordings. Foi lançada como primeiro single de seu quinto álbum de estúdio, Changes (2020).

## Antecedentes e promoção
Em 23 de dezembro de 2019, Bieber postou uma foto sua na frente de um piano, acompanhada de duas postagens com a legenda "tomorrow". Ele anunciou o single através de um vídeo que foi publicado no YouTube um dia depois.

## Recepção crítica
Rania Aniftos, da revista Billboard, disse que "Yummy" traz de volta "o gracioso Bieber que perdemos e que estávamos esperando", descrevendo o refrão como "cativante". Bryan Rolli, da revista Forbes, disse que Bieber "canta seu coração" na música e observou que "a letra pode não convidar a análise acadêmica [...] Bieber com certeza soa bem cantando". Rolli concluiu chamando a música de "vitória, um inevitável sucesso nas paradas" e opinou que "certamente soará ainda melhor quando 50.000 fãs a gritarão todas as noites em sua próxima turnê".
Por outro lado, a Los Angeles Times afirmou que a canção “perde muito de seu sabor depois de apenas algumas rodadas” afirmando que se  “percebe mais rapidamente do que deveria, que Bieber construiu a ponte (da música) em torno [...] do nome da... sua linha de chinelos.” O jornal ainda destacou que a canção parece “terrivelmente fraca” em relação às expectativas que haviam criado em relação ao single, já que marcaria a primeira música de um álbum de Justin após 4 anos. Eric Torres, do Pitchfork, descreveu a música como uma canção com “letras torpes e um cenário cansado” e com uma “repetição infantil” em seu refrão.

## Vídeo musical
O videoclipe de "Yummy" foi dirigido por Bardia Zeinali e lançado em 4 de janeiro de 2020. No vídeo, retrata Bieber de cabelo rosa em um jantar em um restaurante chique, comendo vários alimentos coloridos com os convidados.

## Desempenho nas tabelas musicais

### Semanal
| Parada (2020)           | Melhor posição |
| ----------------------- | -------------- |
| Brasil (Top 100 Brasil) | 46             |

### Mensal
| Parada (2020)              | Melhor posição |
| -------------------------- | -------------- |
| Brasil (Pro-Música Brasil) | 36             |

## Históricos de lançamentos
| País           | Data                 | Formato(s)                  | Gravadora | Ref.   |
| -------------- | -------------------- | --------------------------- | --------- | ------ |
| Mundo          | 3 de janeiro de 2020 | Download digital streaming  | Def Jam   | [ 29 ] |
| Reino Unido    | 3 de janeiro de 2020 | Contemporary hit radio      | Def Jam   | [ 30 ] |
| Estados Unidos | 7 de janeiro de 2020 | Contemporary hit radio      | Def Jam   | [ 31 ] |
| Estados Unidos | 7 de janeiro de 2020 | Rhythmic contemporary radio | Def Jam   | [ 32 ] |